# اودیلو گلوبوکنیک
اودیلو گلوبوکنیک (به آلمانی: Odilo Globocnik) (زاده ۲۱ آوریل ۱۹۰۴ - درگذشته ۳۱ می ۱۹۴۵) ژنرال اتریشی در دوره رایش سوم و فرمانده عملیات راینهارد بود. وی همچنین مدتی گولایتر وین، رهبر نیروهای اس‌اس و پلیس لوبلین و نماینده رایشتاگ بود. وی در ۳۱ می ۱۹۴۵ با سیانور خودکشی کرد.